# Bardunah
Berdoneh (tiếng Ả Rập: البردونة) là một ngôi làng Syria nằm ở phó huyện Salamiyah thuộc huyện Salamiyah, Hama. Theo Cục Thống kê Trung ương Syria (CBS), Berdoneh có dân số 862 trong cuộc điều tra dân số năm 2004.